# Pôle Centre-Atlantique
Le pôle Centre-Atlantique est une structure de coopération territoriale comprenant une partie des départements de la Charente-Maritime, des Deux-Sèvres et de la Vendée, à cheval entre les régions Nouvelle-Aquitaine et Pays de la Loire.

## Histoire
À l’automne 2012, alors que les élus du territoire se visualisent dans un « bassin de vie » entre Nantes et Bordeaux, une première réflexion est conduite autour d’un ensemble métropolitain entre La Rochelle et Rochefort — où existait alors le Bipôle La Rochelle-Rochefort —, et entre Fontenay-le-Comte, Niort et Saint-Maixent-l’École. En dépassant les frontières administratives régionales entre le Poitou-Charentes et les Pays de la Loire, il était question de partager un certain nombre d’enjeux (économie, emploi, formation, commerce, santé, transports, etc.) entre des intercommunalités à fiscalité propre situées à proximité de la communauté d’agglomération de La Rochelle.
Avant la création de la région Aquitaine-Limousin-Poitou-Charentes le 1er janvier 2016, les élus mettent en place une première déclaration métropolitaine de partenariat en novembre 2015. Elle a donné lieu à l'adoption par neuf intercommunalités (Aunis Atlantique, Aunis Sud, Gâtine-Autize, le Haut Val de Sèvre, le Niortais, le Pays de Fontenay-le-Comte, Rochefort Océan, La Rochelle et Vendée-Sèvre-Autise) d'une charte métropolitaine officiellement signée le 13 septembre 2016 par les présidents de chacune de ces communautés. En 2022, elle est élargie au Sud-Vendée-Littoral.
Le nom de pôle Centre-Atlantique est adopté lors d’une conférence métropolitaine à Niort, le 7 février 2017,,.
À la différence des pôles métropolitains, soumis au régime de syndicat mixte fermé, il n’est porté par aucune structure intercommunale et n'a pas d'identité juridique propre, mais est fondé par une charte de projet signée par ses intercommunalités membres.

## Composition
| Nom                                        | Nature juridique           | Nombre de communes | Superficie (km2) | Population (2019) | Densité (hab./km2) |
| ------------------------------------------ | -------------------------- | ------------------ | ---------------- | ----------------- | ------------------ |
| Communauté d’agglomération de La Rochelle  | Communauté d’agglomération | 28                 | 327,0            | 174 277           | 533,0              |
| Communauté d’agglomération du Niortais     | Communauté d’agglomération | 40                 | 815,4            | 121 642           | 149,2              |
| Communauté d’agglomération Rochefort Océan | Communauté d’agglomération | 25                 | 421,4            | 63 480            | 150,6              |
| Sud-Vendée-Littoral                        | Communauté de communes     | 43                 | 942,1            | 54 853            | 58,2               |
| Pays de Fontenay-Vendée                    | Communauté de communes     | 25                 | 463,5            | 35 057            | 75,6               |
| Communauté de communes Aunis Sud           | Communauté de communes     | 24                 | 463,5            | 32 162            | 69,4               |
| Communauté de communes Haut Val de Sèvre   | Communauté de communes     | 19                 | 346,3            | 30 818            | 89,0               |
| Communauté de communes Aunis Atlantique    | Communauté de communes     | 20                 | 440,5            | 30 683            | 69,7               |
| Communauté de communes Val-de-Gâtine       | Communauté de communes     | 31                 | 553,2            | 21 530            | 38,9               |
| Communauté de communes Vendée-Sèvre-Autise | Communauté de communes     | 15                 | 299,3            | 16 179            | 54,1               |
| Total                                      | Total                      | 270                | 5 072,2          | 580 681           | 114,5              |